# Kathedrale Notre-Dame-de-l’Assomption (Entrevaux)

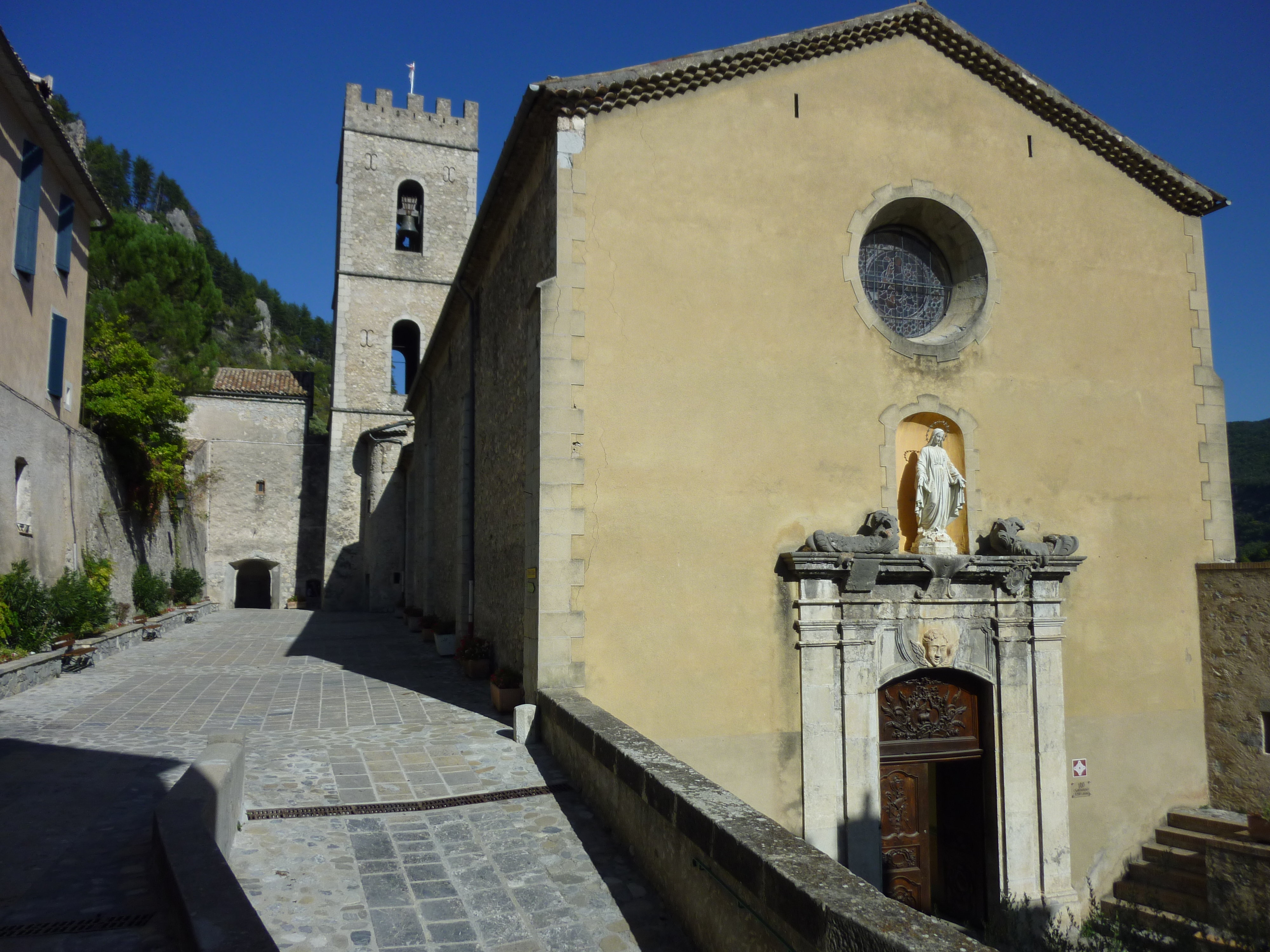
Ehemalige Kathedrale von Entrevaux

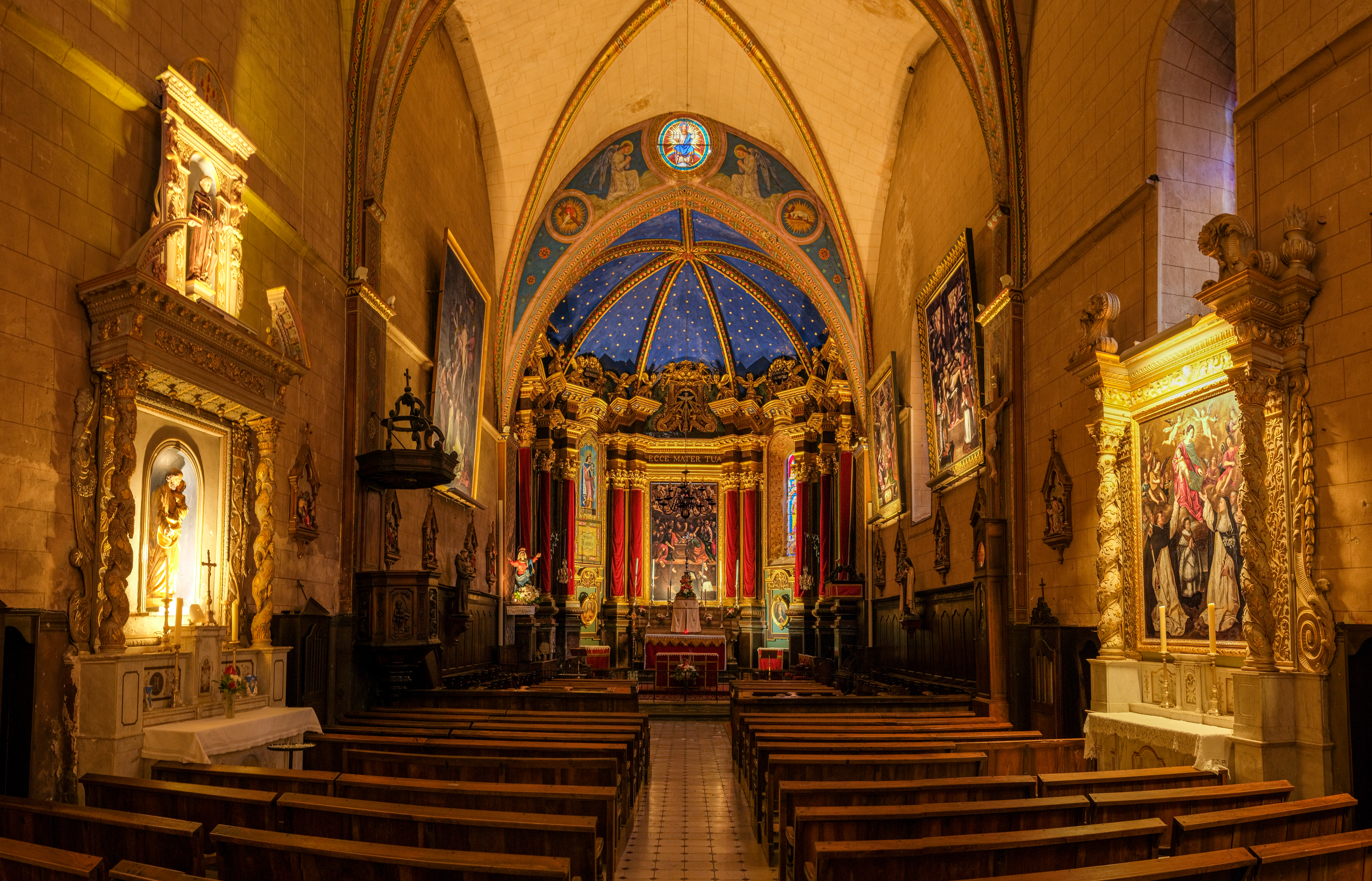
Ehemalige Kathedrale von Entrevaux (Kircheninneres)

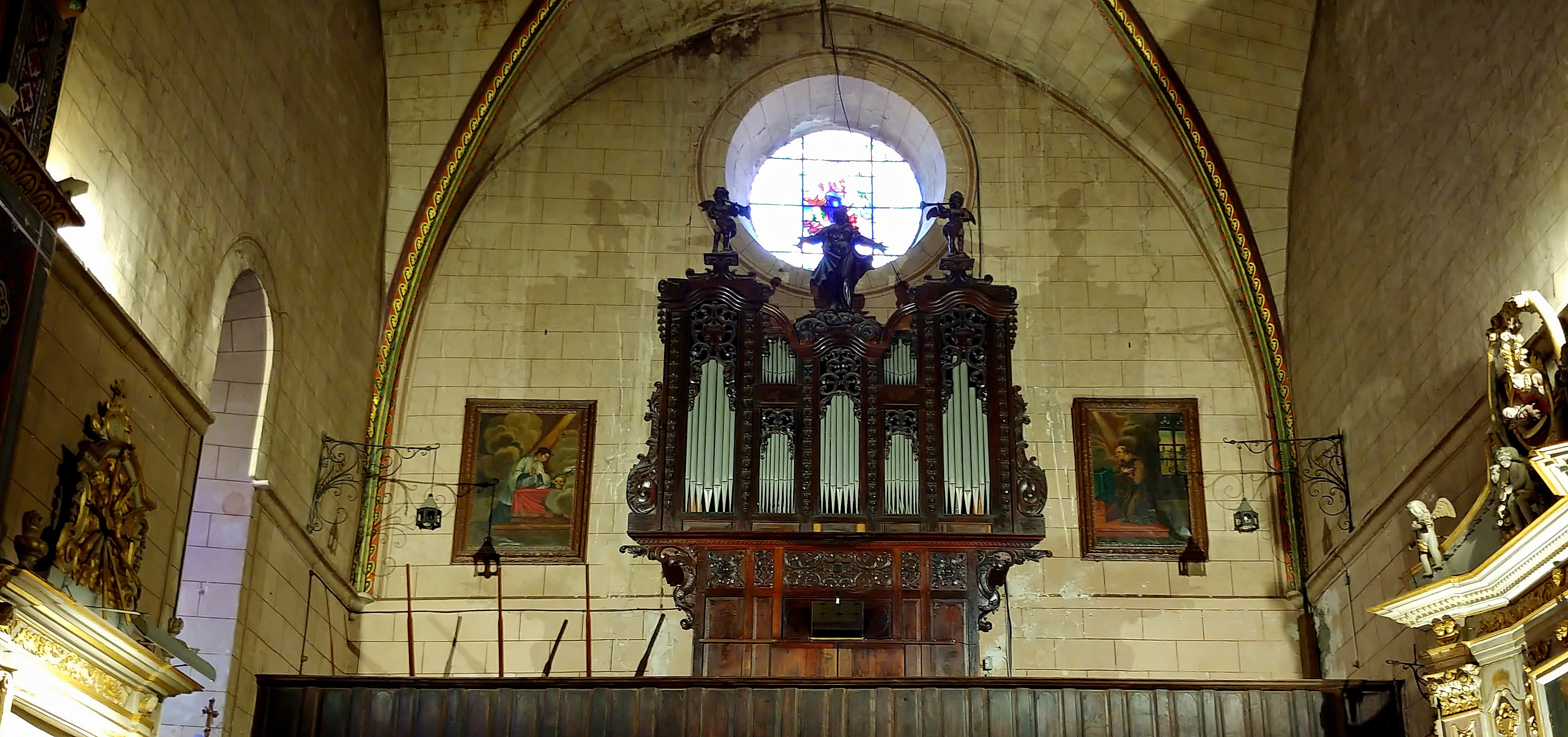
Ehemalige Kathedrale von Entrevaux (Empore mit Orgel)

Die ehemalige Kathedrale Notre-Dame-de-l'Assomption ist ein römisch-katholischer Kirchenbau in Entrevaux im Bistum Digne. Er war von 1624 bis 1790 Bischofssitz des Bistums Glandèves und ist seit 1996 als Monument historique eingestuft. Die Kirche ist dem Patronat von Mariä Aufnahme in den Himmel (französisch Notre-Dame de l’Assomption) anvertraut.

## Geschichte
Die Kathedrale Notre-Dame-de-la-Sed des Bistums Glandèves befand sich bis zum 16. Jahrhundert außerhalb von Entrevaux im Ortsteil Glandèves. Aus Sicherheitsgründen verlegten die Bischöfe im frühen 17. Jahrhundert ihren Sitz einen Kilometer westlich nach Entrevaux und ließen dort von 1612 bis 1630 die Kathedrale Notre-Dame-de-l’Assomption errichten. Der Glockenturm wurde von 1657 bis 1671 gebaut. Seit der Aufhebung des Bistums 1801 ist die Kathedrale Pfarrkirche von Entrevaux. Sie gehört heute zur Pfarrei Secteur paroissial du Var. Annot – Entrevaux.

## Ausstattung
Die barocke Kirche ist reich ausgestattet. Das geschnitzte Chorgestühl hat 50 Sitze. Der Retabel der Mariä Himmelfahrt ist vergoldet. Bemerkenswert ist eine Kreuzabnahme, die Philippe de Champaigne zugeschrieben wird und als ein Geschenk Ludwig XIV. gilt. Die Orgel wurde 1717 von Jean Eustache gebaut.